# Godnów (przystanek kolejowy)
Godnów (niem. Gnadenberg) – zamknięty w listopadzie 2000 roku i zlikwidowany w 2008 roku przystanek osobowy, a dawniej przystanek osobowy i ładownia publiczna w Kruszynie, w gminie Bolesławiec, w powiecie bolesławieckim, w województwie dolnośląskim, w Polsce. Został otwarty w kwietniu 1906 roku przez BuK.